# Bandeira da Terra
Ideias de uma bandeira da Terra existem com conceitos que representam o planeta e a humanidade em aspectos políticos, naturais e sociais. Alguns indivíduos e organizações promoveram designs para uma bandeira representando o planeta Terra, porém nenhum foi oficialmente reconhecido como tal por qualquer órgão governamental. Listadas abaixo estão algumas das mais comumente reconhecidas bandeiras da Terra:

## Bandeira das Nações Unidas

A Bandeira das Nações Unidas

Adotada em 1946, a Bandeira das Nações Unidas tem sido usada para representar unidade mundial, apesar de tecnicamente só representar a Organização das Nações Unidas em si. Ela possui uma representação geográfica do planeta, e sua utilização de alta visibilidade torna-a uma candidata conhecida para representar a Terra. Durante o planejamento para os pousos lunares da NASA na década de 1960, foi sugerido que a bandeira das Nações Unidas fosse utilizada ao invés da bandeira dos Estados Unidos.

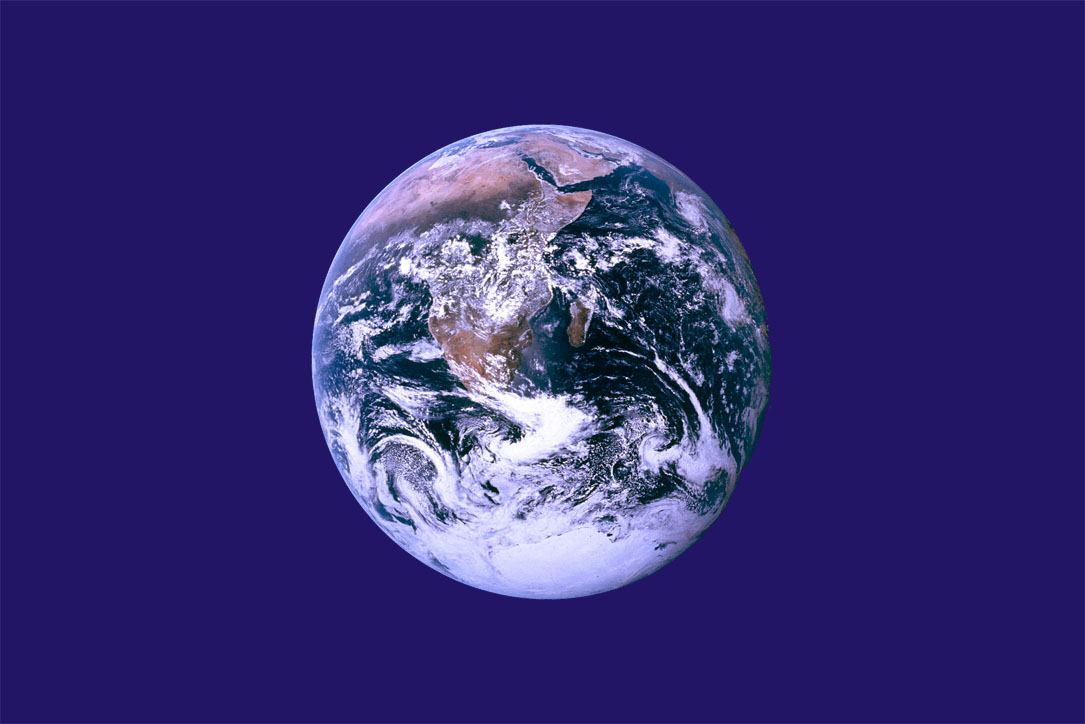
Bandeira utilizada nas celebrações do Dia da Terra.

## Bandeira de John McConell

Design original de McConnell em 1969

Desenhada pelo ativista do pacifismo John McConnell em 1969, sem caráter oficial, a bandeira é associada ao Dia da Terra desde sua primeira celebração, em 22 de abril de 1970. O azul escuro da bandeira representa a atmosfera, enquanto o branco representa as nuvens, e o azul claro representa os oceanos. McConnell apresentou sua bandeira às Nações Unidas como um símbolo para consideração. Devido às visões políticas de seu criador e sua transformação em símbolo do Dia da Terra, a bandeira é associada com a consciência ambiental, e a celebração da comunidade global. A versão atual da bandeira utiliza a fotografia "The Blue Marble", tirada pelos astronautas da Apollo 17 em 1972. A imagem foi colocada no domínio público, e a natureza pública de tal imagem foi a base de uma disputa jurídica que resultou na invalidação de uma marca comercial e de direito autoral que originalmente havia sido concedida à bandeira do Dia da Terra por meio de sua entidade promocional original, World Equity, Inc. Isto não invalida a história original da bandeira de McConnell, apenas a documentação oficial expedida sobre ela.

## Bandeira de James W. Cadle

Bandeira da Terra de James Cadle

Em 1970, James W. Cadle, um fazendeiro de Homer, Illinois, criou sua própria versão de uma bandeira da Terra, que consiste em um círculo azul representando a Terra no centro, o segmento de um grande círculo amarelo representando o Sol e um pequeno círculo branco para a Lua, todos sobre um fundo preto. Esta bandeira é particularmente popular entre pesquisadores de SETI e é utilizada pela Liga SETI. A bandeira é hasteada no Observatório de Rádio da Universidade Estadual de Ohio, e foi hasteada a meio-mastro quando Carl Sagan morreu. A Flag of Earth Co. International, que vendia a bandeira, também foi fundada por Cadle. A bandeira entrou no domínio público em 2003.

## "Bandeira Mundial" de Paul Carroll

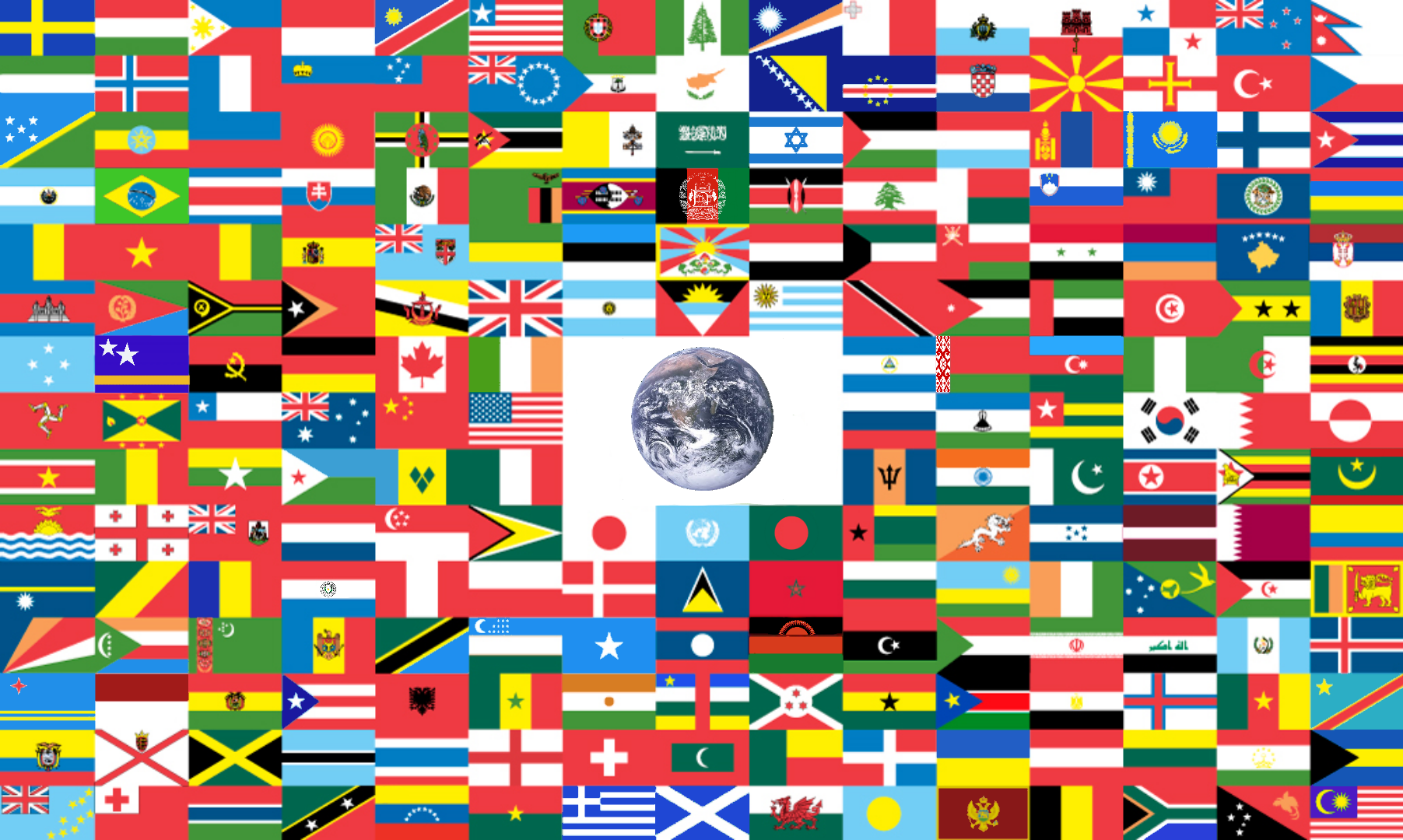
A Bandeira Mundial combinada em 2019

A Bandeira Mundial é uma bandeira internacional criada em 1988 por Paul Carroll para atuar como um símbolo para inspirar "mudança global positiva enquanto continua a abraçar e celebrar a diversidade cultural." A versão de 2008 da bandeira mundial combinada possui um mapa do mundo e 216 bandeiras, incluindo as bandeiras de todos os Estados-membros das Nações Unidas, da Organização das Nações Unidas, e diversos territórios de nações maiores.
A Bandeira Mundial foi hasteada na Sede da Organização das Nações Unidas para o evento A Prayer for Peace, no World Trade Center, no Central Park, e em vários outros eventos ao redor do mundo.

## Bandeira Internacional do Planeta Terra

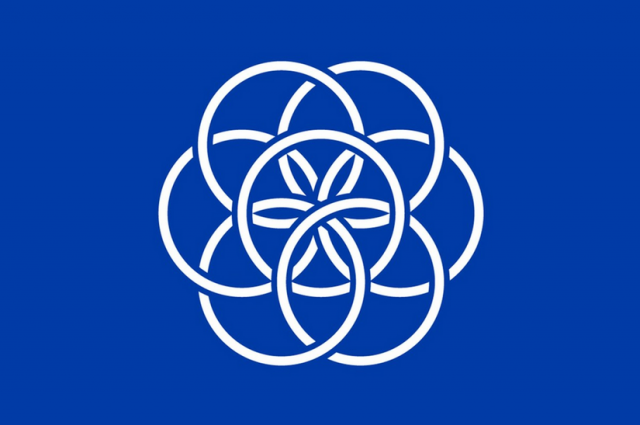
Bandeira proposta por Oskar Pernefeldt

Em maio de 2015, o designer gráfico sueco Oskar Pernefeldt, da Faculdade de Desing Beckmans, em Estocolmo, divulgou o projeto de uma bandeira para o planeta Terra, chamado de The International Flag of Planet Earth ("A Bandeira Internacional do Planeta Terra"). A bandeira consiste em um fundo azul com sete anéis brancos interligados, simbolizando a união pacífica dos continentes, e possui dois objetivos:
1. Ser utilizada para representar o planeta Terra.
2. Lembrar as pessoas que compartilhamos este planeta, sem se importar com as fronteiras nacionais; e lembrar que devemos cuidar uns dos outros e do planeta em que vivemos.

Essa bandeira representaria a humanidade em diversos eventos, entre eles, uma possível viagem tripulada a Marte, ou outros eventos globais, como as Olimpíadas e a Copa do Mundo. Pernefeldt também sugere que a bandeira seja usada em missões científicas de caráter global, como em bases científicas na Antártica. Os sete anéis representam os continentes e também remetem a uma flor, símbolo da vida na Terra.

## Imagens adicionais

Primeira versão da bandeira da Terra
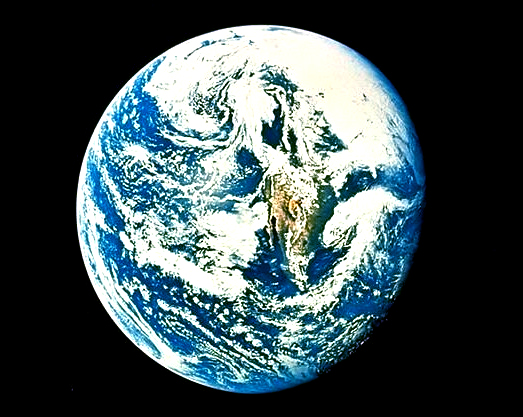
Fotografia da Terra obtida a 45.000 quilômetros em 18 de maio de 1969, pertencente a NASA
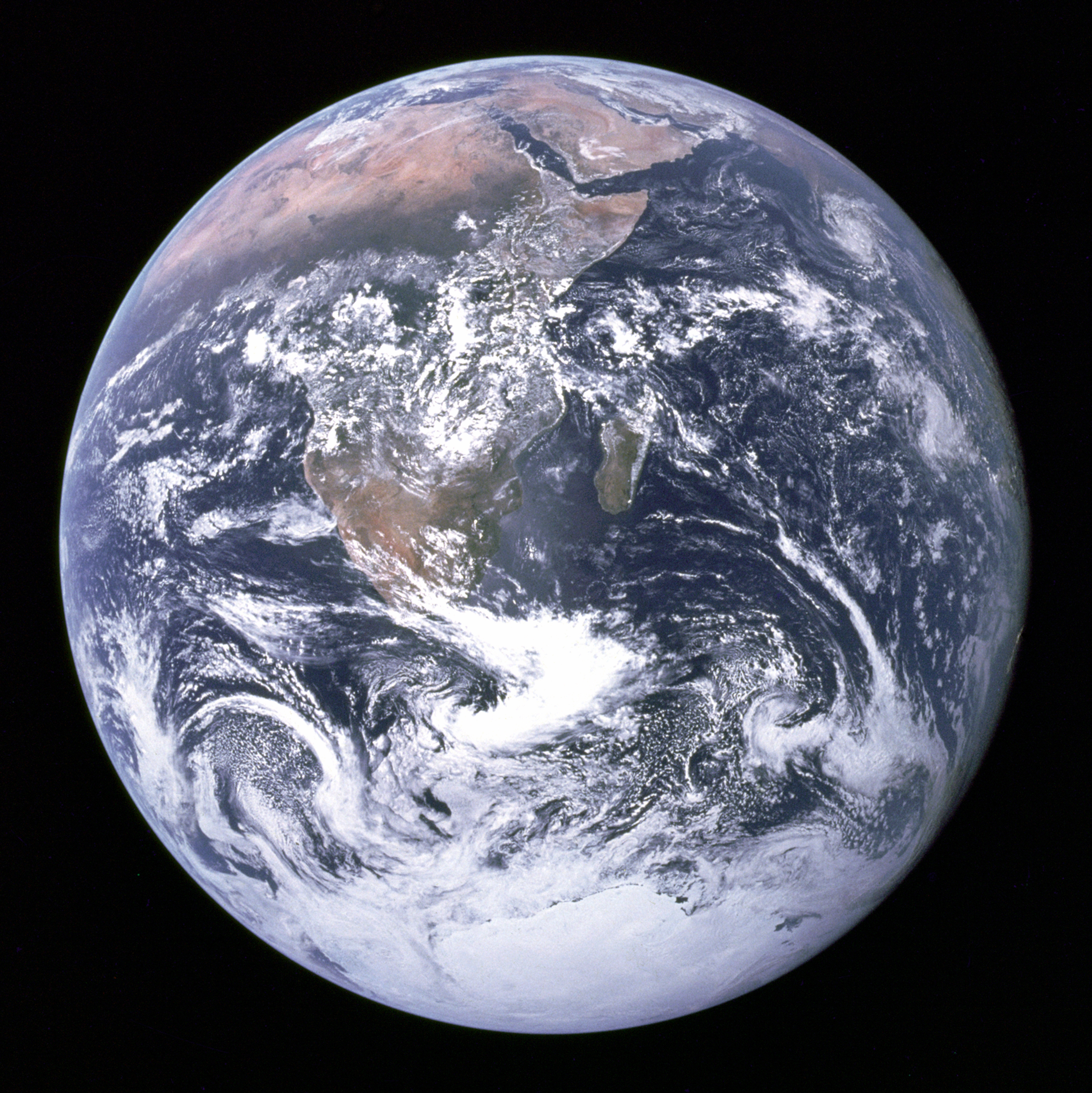
The Blue Marble - Fotografia obtida da missão Apollo 17 em 7 de dezembro de 1972
Uma proposta de Bandeira para o Planeta Terra criada em 2009 pelo artista Pablo Carlos Budassi.
Uma proposta da Bandeira do Planeta Terra baseada na de Oskar Pernefeldt.
Uma bandeira proposta para o planeta Terra criada em 2011.
Uma proposta de bandeira do Planeta Terra baseada na Bandeira das Nações Unidas.